# Ceratognathus bitumulatus
Ceratognathus bitumulatus is een keversoort uit de familie vliegende herten (Lucanidae). De wetenschappelijke naam van de soort is voor het eerst geldig gepubliceerd in 1925 door Carter.